# Vuldetrade
Pour la maîtresse de Lothaire II de Lotharingie, voir Waldrade.
Vuldetrade, dite aussi Vultrade ou Waldrade, est une reine des Francs, épouse du roi Thibaut, puis épouse de Clotaire Ier. Elle est la fille du roi des Lombards Waccho et la sœur de Wisigarde. Elle épouse Thibaut peu après son avènement.
À la mort de son mari en 555, elle devient la sixième épouse de Clotaire Ier, qui la répudie peu après et la donne en mariage au duc des Bavarois Garibald.

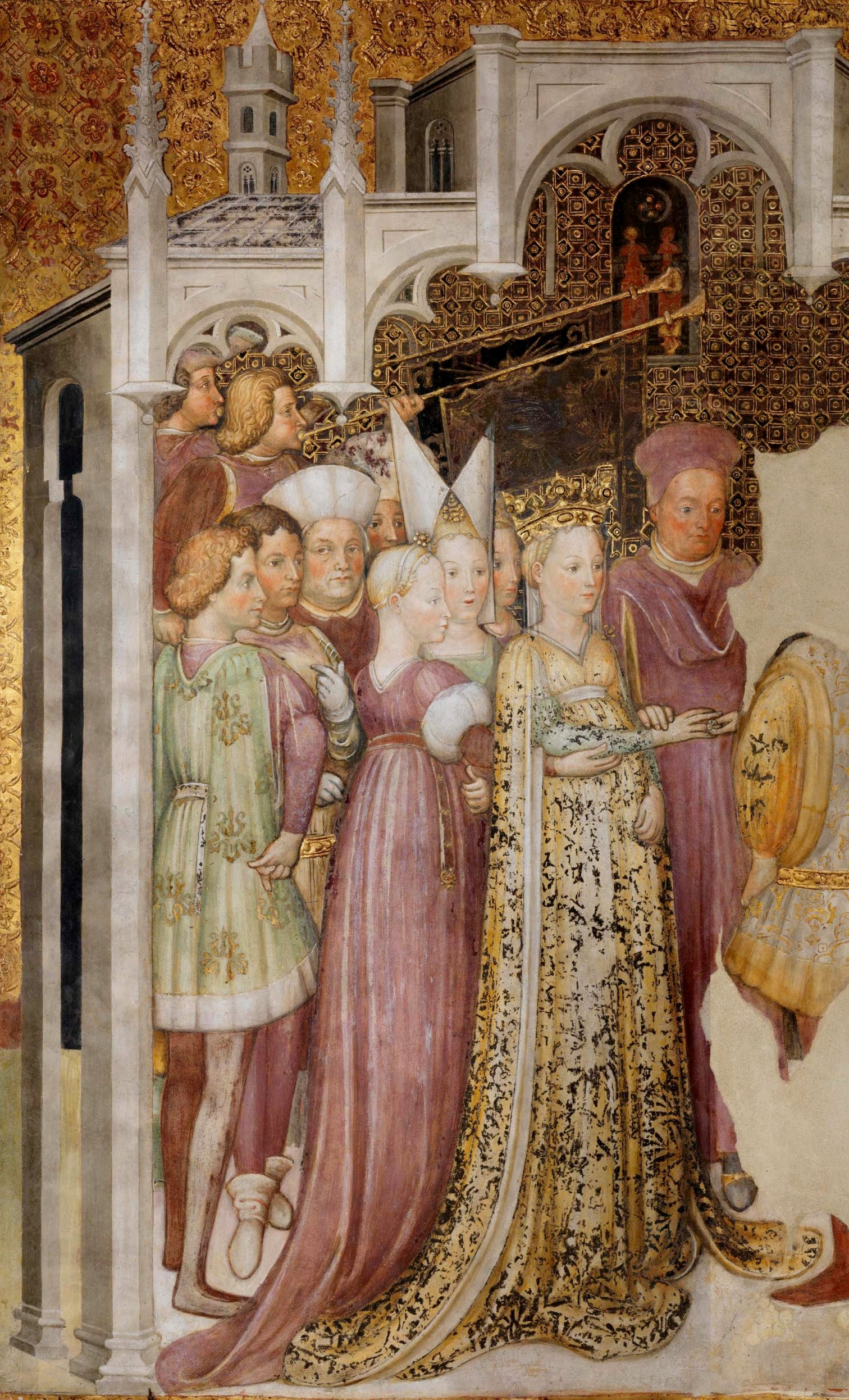
Théodelinde de Bavière, l'une des filles de Vuldetrade.

De son union avec Garibald, elle donne naissance à :
- probablement Tassilon Ier. Aucun document ne donne le nom du père de Tassilon, mais comme il est le père de Garibald II et qu'il succède à Garibald Ier, qui a d'autres fils, on considère que Tassilon Ier est le fils aîné de Garibald Ier ;
- Théodelinde († 627), épouse des rois lombards Authari et Agilulf ;
- Grimoald ;
- Gundoald, duc d'Asti et père d'Aripert, roi des Lombards ;
- une fille mariée à Ewin, duc de Trident ;
- vraisemblablement une autre fille, Gertrude, mère de Pépin de Landen, dans la famille duquel on retrouve des prénoms agilolfindes ;
- et probablement Romilda († 610), épouse de Gisulf II, duc de Frioul († 610), dont plusieurs fils portent des prénoms agilolfinges.